# 책임 조각 사유
책임 조각 사유(責任阻却事由)는 범죄의 성립요건의 하나인 책임의 성립을 조각하는 사유로, 면책사유라고도 한다.
형법에 있어서 책임이란 합법적으로 행동할 수 있었음에도 불구하고 위법하게 행위한 것에 대한 비난 가능성을 뜻한다. 근대 이후의 형법은 '책임 없으면 형벌 없다'는 원칙을 대전제로 한다. 즉 행위가 아무리 중대한 결과를 가져왔더라도 행위자에게 비난 가능성이 없으면 처벌하지 않는 것이다.
행위 당시의 상황이 비정상적이기 때문에 행위자가 적법행위를 할 것을 기대할 수 없는 기대불가능성의 경우에 책임이 면책되는 것이다. 크게 책임무능력과 금지착오의 두 가지가 해당되는데, 책임무능력은 일정한 연령에 미달하거나 심신장애로 인하여 통제능력과 조종능력을 상실하여 형사책임을 질 능력이 없는 상태를 말하고 금지착오는 착오로 인하여 자신의 행동의 위법성을 인식하지 못한 경우를 말한다.
강요된 행위(형법 12조), 과잉방위(형법 21조 2~3항), 과잉피난(형법 22조 3항), 과잉자구행위(형법 23조), 친족 간의 증거인멸·은닉·위조·변조(형법 155조 4항) 등이 책임 조각 사유에 해당된다. 이 가운데 강요된 행위는 전면적 책임조각사유이고, 과잉방위, 과잉피난, 과잉자구행위 등은 부분적 책임조각사유이다.

형법 제12조(강요된 행위)
저항할 수 없는 폭력이나 자기 또는 친족의 생명, 신체에 대한 위해를 방어할 방법이 없는 협박에 의하여 강요된 행위는 벌하지 아니한다.
형법 제21조(정당방위)

②방위행위가 그 정도를 초과한 때에는 정황에 의하여 그 형을 감경 또는 면제할 수 있다.
③전항의 경우에 그 행위가 야간 기타 불안스러운 상태하에서 공포, 경악, 흥분 또는 당황으로 인한 때에는 벌하지 아니한다.
형법 제22조(긴급피난)

①자기 또는 타인의 법익에 대한 현재의 위난을 피하기 위한 행위는 상당한 이유가 있는 때에는 벌하지 아니한다.
②위난을 피하지 못할 책임이 있는 자에 대하여는 전항의 규정을 적용하지 아니한다.
③전조 제2항과 제3항의 규정은 본조에 준용한다.
형법 제23조(자구행위)

①법정절차에 의하여 청구권을 보전하기 불능한 경우에 그 청구권의 실행불능 또는 현저한 실행곤란을 피하기 위한 행위는 상당한 이유가 있는 때에는 벌하지 아니한다.
②전항의 행위가 그 정도를 초과한 때에는 정황에 의하여 형을 감경 또는 면제할 수 있다.
형법 제155조(증거인멸 등과 친족간의 특례)

①타인의 형사사건 또는 징계사건에 관한 증거를 인멸, 은닉, 위조 또는 변조하거나 위조 또는 변조한 증거를 사용한 자는 5년 이하의 징역 또는 700만원 이하의 벌금에 처한다.
②타인의 형사사건 또는 징계사건에 관한 증인을 은닉 또는 도피하게 한 자도 제1항의 형과 같다.
③피고인, 피의자 또는 징계혐의자를 모해할 목적으로 전2항의 죄를 범한 자는 10년 이하의 징역에 처한다.
④친족 또는 동거의 가족이 본인을 위하여 본조의 죄를 범한 때에는 처벌하지 아니한다.

## 같이 보기
- 위법성 조각 사유